# Horrorra akadva 5.
Horrorra akadva 5. (eredeti cím: Scary Movie 5) 2013-ban bemutatott amerikai filmvígjáték, a Horrorra akadva 4. folytatása, valamint a Horrorra akadva-filmsorozat ötödik és egyben utolsó része. A filmet a The Weinstein Company és a Dimension Films gyártotta, rendezője Malcolm D. Lee, forgatókönyvírója David Zucker és Pat Proft. A főszerepben Ashley Tisdale, Simon Rex, Molly Shannon, Charlie Sheen és Lindsay Lohan látható.
Az Amerikai Egyesült Államokban 2013. április 12-én mutatták be, világpremierje a hollywoodi Arclight filmszínházban április 11-én volt. Magyarországon április 18-án debütált a Fórum Hungary forgalmazásában. A film az egyetlen olyan rész, amelyben nem tér vissza Cindy Campbell (Anna Faris) vagy Brenda Meeks (Regina Hall).

## Rövid történet
Egy házaspár szokatlan eseményeket kezd tapasztalni, miután hazaviszik újszülött kisbabájukat a kórházból. A ház megfigyelő kamerái segítségével rájönnek, hogy egy gonosz démon kísérti őket.

## Szereplők
| Szerep          | Színész          | Magyar hang        |
| --------------- | ---------------- | ------------------ |
| Jody Sanders    | Ashley Tisdale   | Mezei Kitty        |
| Dan Sanders     | Simon Rex        | Miller Zoltán      |
| Kendra Brooks   | Erica Ash        | Pikali Gerda       |
| Heather Darcy   | Molly Shannon    | Bertalan Ágnes     |
| Barbara         | Heather Locklear | N/A                |
| Maria           | Lidia Porto      | Andresz Kati       |
| Pierre          | J.P. Manoux      | Fekete Zoltán      |
| Christian Grey  | Jerry O’Connell  | N/A                |
| Önmaga          | Charlie Sheen    | Czvetkó Sándor     |
| Önmaga          | Lindsay Lohan    | Bogdányi Titanilla |
| Ja'Marcus       | Snoop Dogg       | Király Attila      |
| D'Andre         | Mac Miller       | Bartucz Attila     |
| Dom Kolb        | Ben Cornish      | N/A                |
| Dr. Hall        | Darrell Hammond  | Rosta Sándor       |
| Martin          | Terry Crews      | Maday Gábor        |
| Önmaga          | Big Ang          | N/A                |
| Önmaga          | Sheree Whitfield | N/A                |
| Önmaga          | Mike Tyson       | N/A                |
| Mia             | Sarah Hyland     | N/A                |
| Natalie         | Katrina Bowden   | N/A                |
| David           | Tyler Posey      | N/A                |
| Eric            | Bow Wow          | N/A                |
| Ira (A gondnok) | Usher            | N/A                |
| Brooks          | Lil Duval        | N/A                |
| Mrs. Brooks     | Jasmine Guy      | N/A                |
| Blaine Fulda    | Katt Williams    | Láng Balázs        |
| Mal             | Kate Walsh       | N/A                |
| Mabel Simmons   | Lewis Thompson   | N/A                |

## Paródiák
A Horrorra akadva 5. több filmet is parodizál, például a Parajelenségek, a Fekete hattyú, a Mama és A majmok bolygója: Lázadás című filmeket. További parodizált filmek: Sinister, Eredet, Ted (csak a vágatlan DVD változatban), Gonosz halott (amely egy héttel a film előtt jelent meg), Ház az erdő mélyén, Insidious és A segítség.  A film A szürke ötven árnyalata című bestseller regényt és Tyler Perry Madea nevű karakterét is parodizálja.

## A film készítése
A filmet Malcolm D. Lee rendezte és David Zucker írta. Anna Faris, aki a sorozat előző filmjeinek főszereplője volt, megerősítette, hogy nem tér vissza az ötödik filmben. Tisdale szereplését a filmben 2012 júniusában erősítették meg.
Lohan és Sheen 2012 augusztusában csatlakoztak a szereplőgárdához. Terry Crews 2012. augusztus 14-én csatlakozott a stábhoz.
A forgatás 2012 szeptemberében kezdődött. A film első promóképét, amelyen Lohan és Sheen a film legelső jelenetében látható, 2012. szeptember 20-án tették közzé.
A korábbi részekből csak Sheen, Rex, Shannon és Hammond szerepelnek a filmben. Nem az eredeti karaktereiket alakítják: Sheen saját magát alakítja, Rex Dan karakterét alakítja, Shannon Heather szerepét játssza, Hammond pedig egy orvost játszik.
A filmet nagyrészt a Georgia állambeli Atlantában és környékén forgatták 2012 őszén, majd 2013 januárjában és februárjában a Los Angeles-i Sunset Gower stúdióban folytatták. David Zucker állítólag további forgatásokat és újraforgatásokat végzett, míg Malcolm D. Lee elkezdte a Buli holtunkiglan című film készítését.

## Filmzene
| 1.    | Werk Me                 | Hyper Crush                  | 3:50 |
| 2.    | Way Out Willie          | Dug                          | 2:19 |
| 3.    | I Want Her              | Blind Truth & Georgia Harris | 3:04 |
| 4.    | How You Girlz Git Down  | Marcus Latief Scott          | 3:40 |
| 5.    | Everybody Feel It       | Hit Feeling Productions      | 3:22 |
| 6.    | Electricity             | John Costello                | 1:47 |
| 7.    | Lakme – Flower Duet     | Apollo Symphony Orchestra    | 3:28 |
| 8.    | Thunder                 | The League                   | 4:15 |
| 9.    | Pimp Cup                | Tarik NuClothes              | 2:12 |
| 10.   | Right There             | Bellringer                   | 3:35 |
| 11.   | Livin' Loud             | D.J. FiFi                    | 3:33 |
| 12.   | Swan Lake (Waltz Act 1) | Yuri Botnari                 | 2:59 |
| 13.   | Somewhere in This World | Pete Peterkin                | 3:15 |
| 14.   | Ready for War           | MicLordz & Sauce Funky       | 3:14 |
| 44:34 |                         |                              |      |

## Médiakiadás
A Horrorra akadva 5. 2013. augusztus 20-án jelent meg DVD-n és Blu-rayen. A film vágatlan kiadásban is megjelent.